# Le Val-d'Hazey
Le Val-d'Hazey es una comuna nueva francesa situada en el departamento de Eure, en la región de Normandía.

## Historia
Fue creada el 1 de enero de 2016, en aplicación de una resolución del prefecto de Eure de 17 de diciembre de 2015 con la unión de las comunas de Aubevoye, Sainte-Barbe-sur-Gaillon y Vieux-Villez, pasando a estar el ayuntamiento en la antigua comuna de Aubevoye.

## Demografía
| Gráfica de evolución demográfica de Le Val-d'Hazey entre 1800 y 2020 |
|                                                                      |

Los datos entre 1800 y 2013 son el resultado de sumar los parciales de las tres comunas que forman la nueva comuna de Le Val-d'Hazey, cuyos datos se han cogido de 1800 a 1999, para las comunas de Aubevoye, Sainte-Barbe-sur-Gaillon y Vieux-Villez de la página francesa EHESS/Cassini. Los demás datos se han cogido de la página del INSEE.

## Composición
| Comuna delegada          | Código INSEE | Población (2013) | Superficie (km²) | Densidad (hab./km²) |
| ------------------------ | ------------ | ---------------- | ---------------- | ------------------- |
| Aubevoye                 | 27022        | 5043             | 7.63             | 661                 |
| Sainte-Barbe-sur-Gaillon | 27519        | 254              | 4.18             | 61                  |
| Vieux-Villez             | 27687        | 194              | 2.56             | 76                  |